# Confine tra Polonia e Russia
Il confine tra la Polonia e la Russia (in polacco Granica polsko-rosyjska; in russo Российско-польская граница?, Rossijsko-pol'skaja granica) descrive la linea di demarcazione tra questi due stati. Ha una lunghezza di 210 km.

## Storia
Il confine attuale fu definito al termine della seconda guerra mondiale, quando l'Unione Sovietica annesse parte dell'antica regione tedesca della Prussia Orientale.

## Caratteristiche
Il confine riguarda la parte nord orientale della Polonia. Per quanto riguarda la Russia, il confine interessa l'exclave russa dell'oblast' di Kaliningrad. Ha un andamento generale da ovest verso est.
Il confine parte dal mar Baltico, divide in due la laguna della Vistola ed arriva alla triplice frontiera tra Lituania, Polonia e Russia.